# Довжанська волость
Довжанська волость — адміністративно-територіальна одиниця Ізюмського повіту Харківської губернії з центром у слободі Довгеньке.
Станом на 1885 рік складалася з 14 поселень, 7 сільських громад. Населення — 5685 осіб (2843 чоловічої статі та 2842 — жіночої), 1094 дворових господарства.
|                     | Площа, десятин | У тому числі орної, дес. |
| ------------------- | -------------- | ------------------------ |
| Сільських громад    | 14220          | 7907                     |
| Приватної власності | 590            | 538                      |
| Іншої власності     | 33             | 33                       |
| Загалом             | 14843          | 8478                     |

Основні поселення волості:
- Довгеньке — колишня державна слобода за 18 верст від повітового міста, 1017 осіб, 358 дворів, православна церква, школа, 3 лавки.
- Мала Комишуваха — колишнє державне село, 1574 особи, 330 дворів, православна церква, школа.